# JPEG XR
JPEG XR（全称JPEG extended range）是一种连续色调静止图像压缩算法和文件格式，基于由Microsoft开发的HD Photo（原称Windows Media Photo），即原来由微软开发并持有专利的图像格式。它支持有损数据压缩以及无损数据压缩，并且是微软的XPS文档的首选图像格式。目前支持的软件包括.NET Framework（3.0 or newer），Windows Vista/Windows 7、Internet Explorer 9，Flash Player 11等。

## 描述
JPEG XR是一款可以实现高动态范围图像编码，而且在压缩与解压时只需要整数运算的图像编解码器。它支持单色、RGB、CMYK、甚至支持16位无符号整数或者32位定点或者浮点数表示的多通道彩色，并且它还支持RGBE Radiance。它可以选择嵌入ICC彩色profile以实现不同设备上的色彩一致性。阿尔法通道可以表示透明，同时支持EXIF、XMP元数据格式。这种格式还支持在一个文件中包含多幅图像。支持只对图像的进行部分解码，对于一些特定的操作如裁剪、downsampling、水平竖直翻转或者cardinal旋转都无需对整幅图像进行解码。
所有的颜色表示都转换成一种内部的色彩表示，这个变换过程是完全可逆的，因此使用合适的不同量化器可以实现有损或者无损数据压缩。

## 压缩算法
JPEG XR使用一个可逆的色彩空间变换、一个可逆的重叠双正交变换以及一个非算数熵编码机制，这样可以非常高效地保存高频率的图像数据，使得这个算法能够在高压缩率的情况下保持很好的图像质量。JPEG XR按照16x16的块处理图像。
JPEG XR支持不同的颜色格式以及多种定点与浮点数字表示，这样可以使用多种压缩配置。为了保证不同在不同设备上的兼容性，它分为基本与高级两种格式。对于数字照片来说基本格式已经足够了，但是像三维渲染或者高级图像处理的场合则需要使用高级格式。
微软公司宣称JPEG XR“使用与JPEG算法相当的计算量与内存消耗可以得到明显的与JPEG 2000相当的图像质量。在有损压缩的情况下可以得到明显比JPEG好的质量并且文件大小减小一半

## 容器格式
JPEG XR使用类似于TIFF的文件容器在Image File Directory标签表中保存图像数据。JPEG XR文件包含用IFD标签表示的图像数据、可选的阿尔法通道数据、JPEG XR元数据、可选的保存为XML的XMP元数据以及可选的EXIF元数据。图像数据是相邻的自包含的大块数据。可选的阿尔法通道压缩成一个单独的图像记录，这样在不支持透明的应用程序中可以独立于透明数据对图像数据进行解码。
由于是类TIFF的格式，这种格式也有TIFF格式的缺点，如4GB文件大小的限制。根据的描述，将来的版本将会解决这个问题。

## 许可
微软公司拥有JPEG XR技术的专利，但2007年微软通过其开放规格承诺允许任何人实现JPEG XR的编解码，并保证不会对其中侵犯的任何专利进行起诉。在2010年8月15日，微软让所产生的JPEG XR标准可以通过其社区承诺取得。
2010年7月，用以实现JPEG XR标准的参考软件作为ITU-T Recommendation T.835及国际标准ISO/IEC 29199-5发布。微软将其列入技术规格，并涵盖与其社区承诺当中。
2013年4月，微软发布以BSD许可证授权的JPEG XR库。这个解决了各种通过GNU通用公共许可证等许可发行的软件包的许可问题，这些问题曾经与先前发布的协议不兼容的“HD Photo Device Porting Kit”相伴而生。

## 引用
1. ↑  .   [2006-06-29]. （原始内容存档于2007-05-05）.
2. ↑  Stephen Shankland. . CNet. 2007-01-23  [2007-03-09]. （原始内容存档于2013年1月2日）.
3. 1 2  .   [2011-07-16]. （原始内容存档于2015-08-01）.
4. ↑  . Microsoft. 2013-04-11  [2013-07-06]. （原始内容存档于2022-04-18）.
5. ↑  . Microsoft. 2013-04-01  [2013-04-16]. （原始内容存档于2018-01-16）.
6. ↑  . Microsoft. 2006-12-21  [2007-08-09]. （原始内容存档于2013-02-07）.